# Cantó de Montendre
El cantó de Montendre és un cantó francès del departament del Charente Marítim, districte de Jonzac. Té 15 municipis i el cap és Montendre.

## Municipis
- Bran
- Chamouillac
- Chartuzac
- Corignac
- Coux
- Expiremont
- Jussas
- Messac
- Montendre
- Pommiers-Moulons
- Rouffignac
- Souméras
- Sousmoulins
- Tugéras-Saint-Maurice
- Vanzac

| Data d'elecció                           | Identitat       | Partit               | Qualitat |
| ---------------------------------------- | --------------- | -------------------- | -------- |
| 1949-196.                                | M. Sauvêtre     | radical              |          |
| 196.-1979                                | M. Basque       | radical, després MRG |          |
| 1979-1985                                | M. Rousset      | PS                   |          |
| 1985-1995                                | Claude Augier   | Divers droite        |          |
| 1998-                                    | Bernard Lalande | PS                   |          |
| les dades anteriors no són pas conegudes |                 |                      |          |
|                                          |                 |                      |          |

| A partir de 1990: Població sense dobles comptes |